# Vol Air India 403
Le 21 juin 1982, un Boeing 707 effectuant le vol Air India 403, un vol passager régulier de la compagnie Air India, qui assurait la liaison entre Kuala Lumpur, en Malaisie, et Bombay, en Inde, avec une escale à l'aéroport international de Madras, s'est écrasé lors de son atterrissage, pendant une tempête, à l'aéroport international Chhatrapati-Shivaji de Bombay. Sur les 111 occupants de l'avion, deux des douze membres d'équipage et quinze des 99 passagers périssent, et 25 autres sont grièvement blessés.

## Accident
Lors de l'atterrissage à Bombay, en Inde, l'avion s'est posé brutalement sur la piste 27. Après le premier impact, l'avion a rebondi et une alarme incendie au niveau du train d'atterrissage s'est déclenchée. Le commandant de bord a augmenté la poussée des réacteurs et a amorcé une remise de gaz. L'avion a roulé le long du bord droit de la piste et a commencé à redécoller. La vitesse a alors diminué et le vibreur de manche s'est déclenché, indiquant le décrochage de l'avion. Ce dernier a ensuite percuté le sol près de l'extrémité de la piste 27 et a commencé à se désintégrer, mais sans provoquer d'incendie.

## Enquête
La commission d'enquête indienne a déterminé que la cause probable de l'accident est la réduction délibérée de la puissance des moteurs par les pilotes, quelques secondes avant l'impact initial, en raison d'une mauvaise estimation de l'altitude de l'appareil, entraînant un taux de descente trop élevé pour cette manœuvre, alors que la visibilité était mauvaise en raison de la tempête, conduisant à l'atterrissage brutal de l'appareil sur la piste.